# Stausee Jasna Poljana
Der Stausee Jasna Poljana (bulgarisch язовир Ясна Поляна) liegt in Ost-Bulgarien im Strandscha-Gebirge. Er hat seinen Namen von der naheliegenden Ortschaft Jasna Poljana und versorgt die Großstadt Burgas mit Wasser.
Das Frischwasserversorgungssystem des Jasna-Poljana-Stausees wird zur Wasserversorgung aller südlich von Burgas liegende Ortschaften in der Provinz Burgas genutzt. Durch Wasserleitungen aus Stahlbeton wird das Wasser (auch das vom Stausee) zu einer Wasseraufbereitungsanlage mit einer Kapazität von 2.500 Liter/Sekunde geleitet. Von der Anlage wird das Wasser in einer nördlichen Richtung und in einer südlichen Richtung gepumpt. An der nördlichen Wasserleitung, welche die Stadt Burgas versorgt, ist auch Sosopol angeschlossen.